# Brasilocerus opacus
Brasilocerus opacus is een keversoort uit de familie Phengodidae. De wetenschappelijke naam van de soort is voor het eerst geldig gepubliceerd in 1937 door Pic.